# Paradise (sång)
Paradise är en låt som E-Type och Nana Hedin framförde i Melodifestivalen 2004. Han tävlade i deltävling 2 i Göteborg som joker, och vann den deltävlingen.
I finalen i Globen slutade låten femma. Högst poäng fick den från juryn i Sundsvall och Göteborg, som båda gav 10 poäng.
Låten släpptes som singel, och fanns även med på albumet Loud Pipes Save Lives. Den nådde som högst andra plats på den svenska singellistan.
På Svensktoppen testades den, och låg där sammanlagt i tre veckor under perioden 11 -25 april 2004 , med femteplats som bästa resultat där innan den lämnade listan .
Under Melodifestivalen tog E-Type in Motörheads Mikkey Dee som trummis. Dee följde även med på den efterföljande turnén. Han medverkar även i videon som en av släktingarna på en studentmiddag.

## Listplaceringar
| Lista (2004) | Topplacering |
| ------------ | ------------ |
| Finland      | 11           |
| Norge        | 11           |
| Sverige      | 2            |

### Fotnoter
1. ↑  Svensk mediedatabas
2. ↑  Svensk mediedatabas
3. ↑  Svensktoppen - 11 april 2004
4. ↑  Svensktoppen - 25 april 2004
5. ↑  Svensktoppen - 2 maj 2004
6. ↑  Finnishcharts
7. ↑  Norwegiancharts
8. ↑  Swedishcharts